# Sunghoon
Park Sung-hoon (en hangul, 박성훈; Suwon, Gyeonggi, 8 de diciembre de 2002), conocido por su nombre artístico Sunghoon, es un patinador retirado y cantante surcoreano, conocido por ser actual miembro del grupo masculino surcoreano Enhypen. Es medallista de plata en la categoría junior (2016-2017) en el Asian Figure Skating Trophy y medallista de oro novato en el Lombardia Trophy en 2015. También ganó la medalla de plata en el Campeonato de Corea de Patinaje Artístico sobre Hielo, en las categorías para principiantes (2013) y junior (2014) respectivamente.

## Carrera

### 2020-presente: Debut con Enhypen
En junio de 2020, Sunghoon participó en el programa I-Land, producido por Mnet y Belift Lab, una empresa conjunta entre CJ E&M y HYBE. Fue uno de los doce finalistas y logró formar parte de la alineación definitiva del grupo Enhypen, que debutó el 30 de noviembre de 2020.
En septiembre de 2021 se anunció que Sunghoon era el nuevo presentador del programa Music Bank.

## Como patinador
| Temporada   | Programa corto                                             | Programa libre                                                                |
| ----------- | ---------------------------------------------------------- | ----------------------------------------------------------------------------- |
| 2018 - 2019 | - «Your Song» de Moulin Rouge Coreografía de Drew Meekins  | - El fantasma de la ópera por Andrew Lloyd Webber Coreografía de Akiko Suzuki |
| 2017 - 2018 | - «Your Song» de Moulin Rouge Coreografía por Drew Meekins | - Piano Concerto n.º 2 por Serguéi Rajmáninov Coreografía de Drew Meekins     |

## Filmografía

### Televisión
| Año       | Programa   | Papel       | Notas                  | Ref.   |
| --------- | ---------- | ----------- | ---------------------- | ------ |
| 2020      | I-Land     | Concursante | Terminó en sexto lugar | [ 10 ] |
| 2021-2022 | Music Bank | Presentador | Con Wonyoung (Ive)     | [ 11 ] |